# Пегау
Пегау (нім. Pegau) — місто в Німеччині, розташоване в землі Саксонія. Входить до складу району Лейпциг. Центр об'єднання громад Пегау.
Площа — 48,61 км2. Населення становить 6504 ос. (станом на 31 грудня 2020).

## Відомі особистості
В поселенні народився:
- Йоганн Пауль Фалькенштейн (1801—1882) — саксонський політичний діяч.